# A magyarországi németek kitelepítése

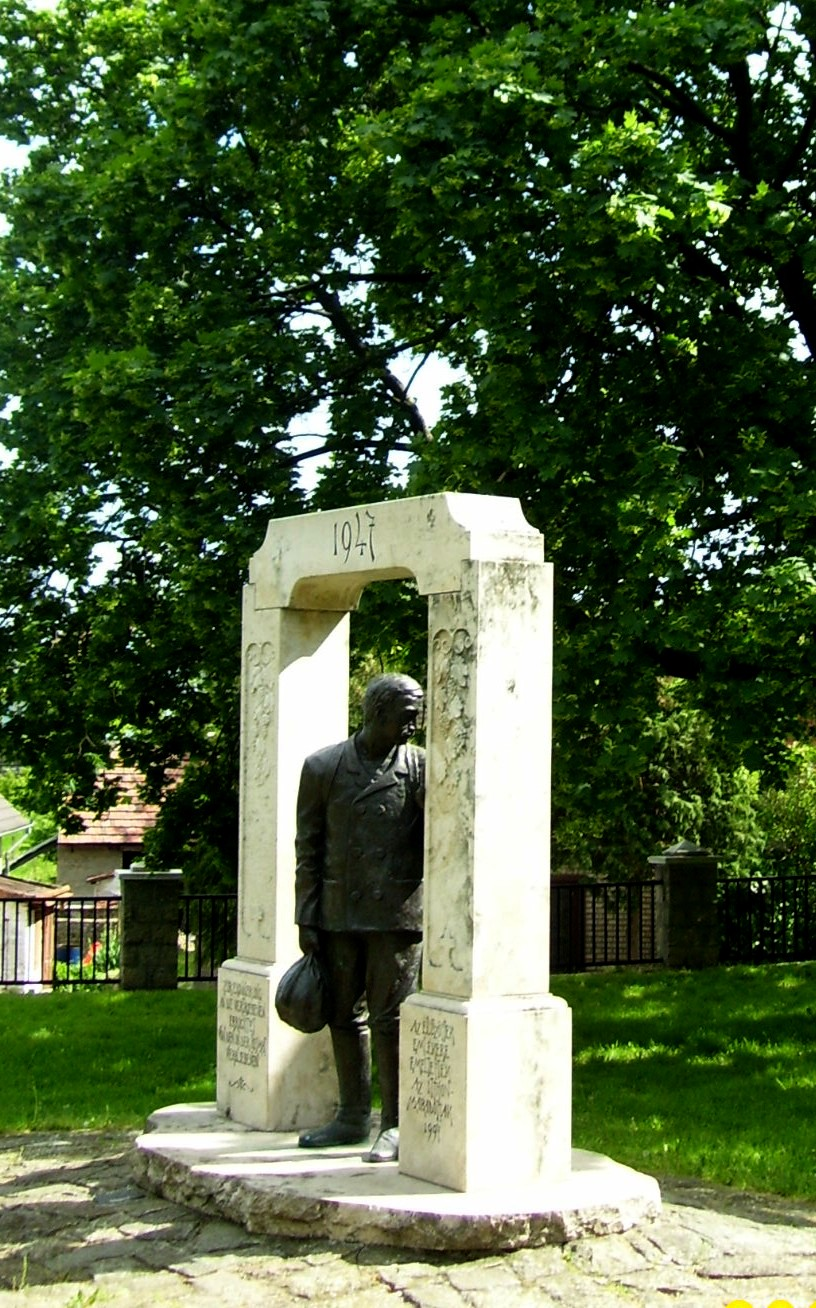
Emlékmű Dunabogdányban

A magyarországi németek kitelepítése a második világháborút követően, 1946 és 1948 között zajlott le.

## Története
A Szovjetunió, Jugoszlávia, Lengyelország és Csehszlovákia, a németség sorsa szempontjából legfontosabb  kitelepítő országok a II. világháború győztesei közé tartoztak. Velük ellentétben Magyarország egyike volt a veszteseknek.
A Szövetséges Ellenőrző Bizottság (SZEB) ellenőrzése alatt álló Magyarország eredetileg nem tervezte a magyarországi németek tömeges kitelepítését, mert a szomszédos országokban élő, kitelepítéssel fenyegetett magyar lakosságra tekintettel nem kívánt precedenst teremteni. A kitelepítéseket Magyarország Ideiglenes Nemzeti Kormánya kezdeményezte, ami a törvényesség látszatával, pontosabban a törvénytelenségek és embertelenségek jogi elleplezésére való törekvéssel párosult. A későbbi magyar emigráció (például Nagy Ferenc volt miniszterelnök) állítása szerint az ideiglenes kormány a szovjet megszálló hatóság nyomására cselekedett, azonban ezt hitelt érdemlően, vagyis történelmi forrásokkal nem lehet alátámasztani.
A magyar kormány valójában olyan csodaszernek tekintette a németek kitelepítését, amely a világháború utáni Magyarország összes kül- és belpolitikai gondját enyhítheti: A hazai németek ingatlanaival kívánta a földnélküli magyar lakosság földéhségét csillapítani. Ugyanakkor a szomszédos országokban már folyt a magyarság üldözése (lásd például benesi dekrétumok), ezért a magyar kormánynak német ingatlanokra volt szüksége ahhoz is, hogy a Csehszlovákiából, Romániából és Jugoszláviából tömegesen érkező magyar menekülteket le tudja telepíteni. Abban is reménykedett, hogy ha a győztesekkel elfogadtatja a hazai német lakosság kollektív bűnösségét, Magyarországot saját német lakossága áldozatának tüntetheti fel. A kollektív bűnösség elvével akarta Magyarországot kivezetni a nemzetközi elszigeteltségből.
Ezért közölte Gyöngyösi János külügyminiszter (FKgP) 1945. május 16-án egy jegyzékben Vorosilov marsallal, a SZEB elnökével, hogy Magyarország 300 ezer német "volksbundistát" szándékszik kitelepíteni. Majd a Dálnoki Miklós Béla vezette magyar kormány 1945. május 26-án megerősítette ezen szándékát, amikor egy szóbeli jegyzékben tisztelettel kérte "a Szovjetuniót, hogy a Magyarországról eltávolítandó németeket Németországnak olyan területére telepítsék át, amely a Szovjetunió haderőinek megszállása alatt áll."
A második világháborúban győztes nagyhatalmak 1945. augusztus elején a potsdami konferencián a magyarországi németek kitelepítését  együtt tárgyalták a Csehszlovákiából, illetve Lengyelországból kitelepítendő németekével. A megállapodás XIII. cikkelye alapján a magyar kormány engedélyt kapott arra, hogy a hazai német lakosságot vagy annak részeit úgymond "rendezetten, humánus módon" Németországba telepítse ki. Az engedélyhez novemberben csatolt keretszám (max. 4-500 ezer fő) lehetővé tette a hazai németség akár teljes körű kitelepítését is, ugyanis hazánkban akkor Fehér István becsült adatai szerint legfeljebb 380 ezer főnyi német nemzetiségű személy élt. Viszont nem kapott a magyar kormány irányelveket arra, milyen jogi-bűnösségi kategóriák szerint jelölje ki a kitelepítendőket.

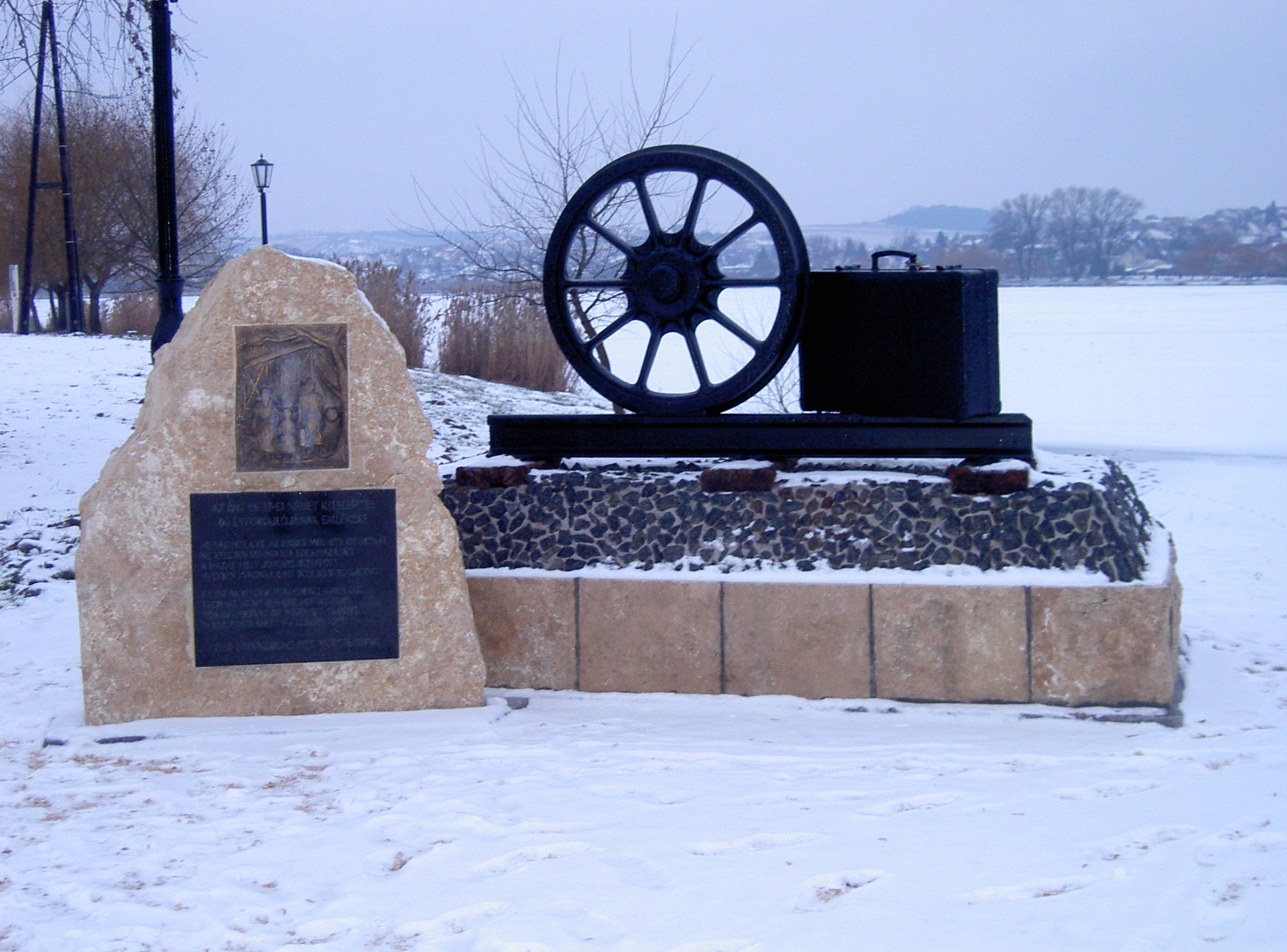
Emlékmű Környén

A minisztertanács 1945. december 22-i ülésén Nagy Imre belügyminiszter (MKP) terjesztette elő a kitelepítési alaprendelet tervezetét, amely a hazai németség kollektív bűnösségén alapult. Rá a jelenlévő 16 miniszterből kilencen igennel, ketten nemmel szavaztak, öten tartózkodtak. A kormány a 12330/1945 ME sz. rendeletében (1945. december 29.) csak látszatra nevezett meg politikai felelősség szerinti kategóriákat. Kivételeket is csak formailag engedett meg. Valójában ugyanis a hazai német lakosság teljes körű kitelepítésére törekedett. Ezért volt benne a kitelepítés első számú indoka az, ha valaki magát 1941-ben, a népszámláláskor német anyanyelvűnek vagy német nemzetiségűnek vallotta. A magyar kormány igyekezett azt a látszatot kelteni, mintha a berlini Szövetséges Ellenőrző Tanács utasítására rendelte volna el a kollektív bűnösségen alapuló, teljes körű kitelepítést. A SZEB 1946. január 25-i ülésén készült jegyzőkönyv szerint a SZEB amerikai tagja, Key tábornok és szovjet elnöke, Vorosilov marsall tiltakozásul felszólította a kormányt, hogy ne használja "a SZET utasítására" kifejezést. Ugyanakkor Vorosilov óriási nyomást fejtett ki annak érdekében, hogy az elrendelt teljes körű kitelepítés minél hamarabb megvalósuljon és lezáruljon. Ezzel akarta ugyanis elősegíteni, hogy Csehszlovákia gyorsan kitelepíthesse az ottani magyarokat Magyarországra.
Nagy Imre kommunista belügyminiszter 1946. január 15-én adta ki a kitelepítés végrehajtását szabályozó  70.010 / 1946 BM. számú rendeletet. Ebben az állt, hogy a kitelepítés alól mentesítettek aránya nem haladhatja meg a járás, a megyei jogú város vagy a megye német lakosságának a 10%-át.  Az "ártatlanok" számát abszurd módon adminisztratív úton korlátozta. Nem szolgálta a személyes politikai felelősség tényleges vizsgálatát. A német nemzetiségűeket kiszolgáltatta egy belügyminiszteri biztos által vezetett bizottságnak, amely helyben, kénye-kedve szerint dönthetett, elismeri-e az ártatlanságot vagy sem. Ez az önkényes szabályozás újabb hatalmi csatározásokhoz is vezetett a Független Kisgazdapárt és a Magyar Kommunista Párt között. Sok helyütt a kommunista tagsági könyv lett az egyetlen hatásos érv a mentesítéshez.
A kitelepítés előkészítésében és végrehajtásában meghatározó szerepet játszott a kommunista vezetés alatt álló belügyminisztérium. A Népgondozó Hivatal, amelyet 1945-ben elsősorban a kitelepítés lebonyolítására állítottak fel (vezetője idősb Antall József volt), a belügyminisztériumnak volt alárendelve. Ez a minisztérium hatalmazta fel és küldte ki azokat a kitelepítési biztosokat, akik helyben minden hatóságnak utasításokat adhattak. Amúgy is a kommunista párt szerezte meg 1945-ben a belügyhöz tartozó kulcspozíciók többségét. A kitelepítési rendelet végrehajtásával a kommunisták újabb hatalmi eszközre tettek szert.

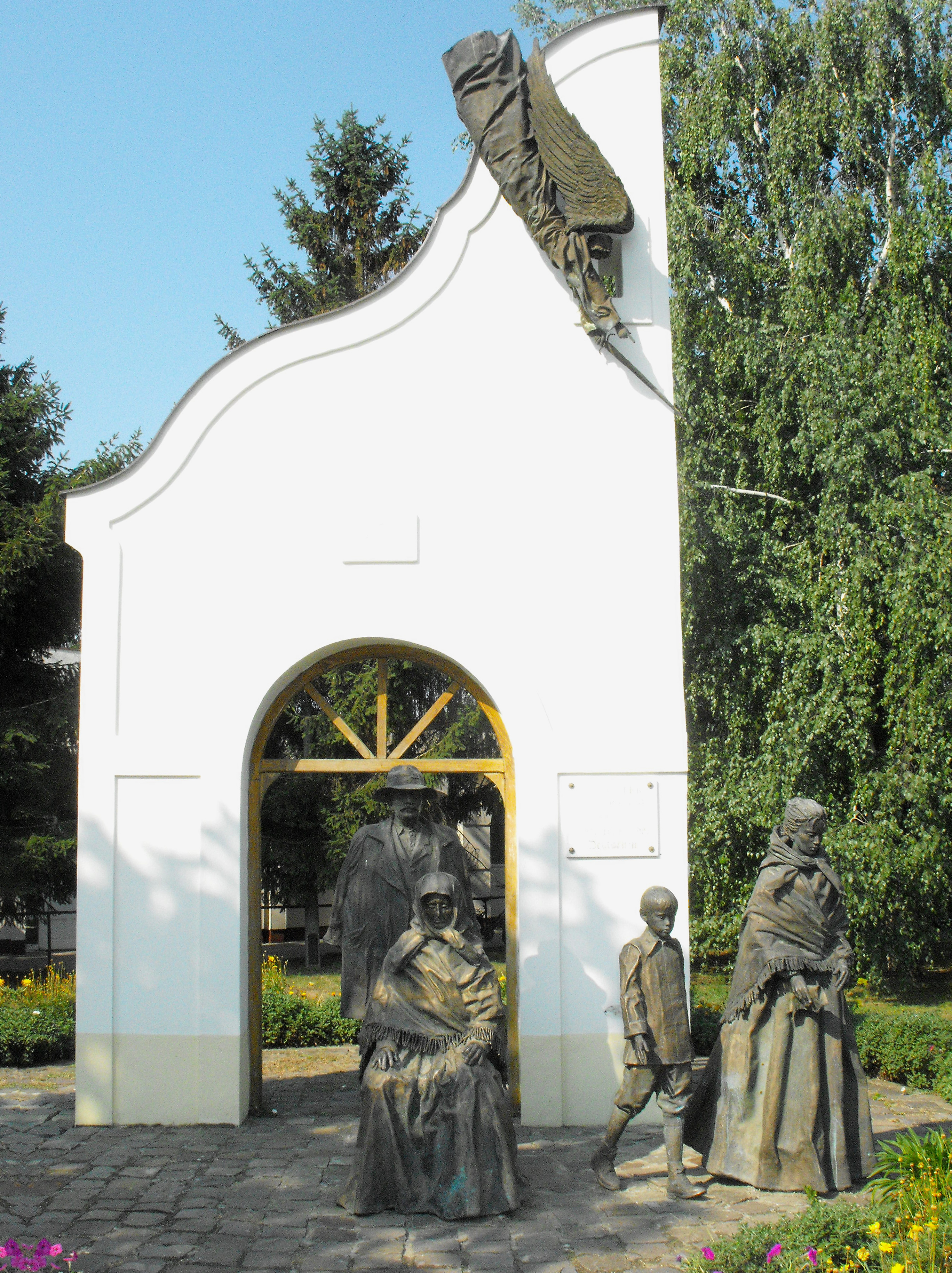
Emlékmű Eleken

A magyarországi németek kitelepítése a magyar kormányok várakozásával ellentétben nem lett kül- és belpolitikai csodaszer. Mint Kaltenecker Krisztina írja, a kitelepítéssel járó jogtalanságok, törvénytelenségek és embertelenségek megrázkódtatták az alkotmányosságot, kikezdték a jogállamiság alapjait. A magyarországi németek kollektív bűnösségen alapuló kitelepítése ráadásul tovább gyengítette a magyar kormány pozícióit a szomszédos győztes államokkal, különösen Csehszlovákiával szemben. A határon túli magyarok sorsát meghatározta a továbbiakban, hogy a szomszédos országok a magyarországi németek kitelepítését precedensnek tekinthették. Csehszlovákia például egy úgynevezett kölcsönös szlovák-magyar lakosságcsere kikényszerítésére használta fel a magyar kormánnyal szemben.
A hazai németek kitelepítése tömeges, ám részleges lett. Balogh Sándor publikálta először, hogy a Népgondozó Hivatal adatai szerint a magyar kormány 1946 és 1948 között legalább 185 ezer német nemzetiségit fosztott meg állampolgárságától, valamint ingó és ingatlan vagyonától, s telepített ki az éhező és romokban heverő Németországba: 1946 és 1947 közt kb. 135 ezer főt az USA által megszállt övezetbe, majd 1948 végéig kb. 50 ezer főt a Szovjetunió által megszállt övezetbe. Tóth Ágnes szerint ezalatt összesen mintegy 248 600 kataszter hold föld került a magyarországi németektől a magyar állam tulajdonába. Ugyanő azt írja, 1941-ben a magyarországi németeknek összesen kb. 60 400 háza volt. Ebből 1945 és 1948 közt 44 750 ingatlant (azaz 74,1%-ot) vett el tőlük a magyar állam.

## A magyarországi németek elűzetéséről a szépirodalomban
- Lázár Ervin 1996-ban a Csillagmajor c. elbeszélésciklusában külön novellát szentelt a györkönyi svábok elűzetésének.[6] A keserűfű c. műben egy idős sváb házaspárt rejtegetnek a falu lakói, akik mindenüket elveszítve, Györkönyből menekülnek az elhurcolás elől.

## Hitler meg nem valósult kitelepítési tervei
Tilkovszky Loránt: Ez volt a Volksbund című könyv alapján
A német birodalmi gyűlésben 1939. október 6-án tartott beszédében Hitler többször utalt azokra a célokra és feladatokra, amelyeket a német birodalom a megszállása alá került lengyel területekre vonatkozóan maga elé tűzött. „A legfontosabb feladat azonban -mondotta- a néprajzi viszonyok új rendezése, vagyis a nemzetiségek áttelepítése oly módon, hogy a folyamat lezáródásakor a jelenleginél jobb választóvonalakat nyerjünk.” Mindjárt hozzátette: „Ebben az értelemben azonban nem csak erre a területre korlátozott, hanem sokkal nagyobb kihatású kérdésről van szó. Egész Kelet – és Dél-Kelet Európa tele van a német népiség fenn nem tartható töredékeivel. Éppen ezekben van az egyik alapja és oka a folytonos államközi zavaroknak. A nemzetiségi elv és faji gondolat korában utópisztikus volna azt hinni, hogy ezeket, akik egy nagy értékű néphez tartoznak, minden további nélkül asszimilálhatják. Az európai élet messzetekintő rendezésének feladatai közé tartozik ezért, hogy itt áttelepítésekre kerüljön sor, s ily módon az európai konfliktusok okainak legalább egy része kiküszöbölhető legyen. (…) Az áttelepítési program végrehajtásának legfőbb irányításával Hitler az SS birodalmi vezérét, Himmlert bízta meg, kinevezve őt október 7-én a német népiség megerősítésének birodalmi biztosává. (60.o.)
Hitler ún. asztali beszélgetésiről készített feljegyzések tanúsága szerint a Führer 1942. február 26-án a magyar nacionalizmus asszmilációs politikájáról szólva azt fejtegette, hogy a Magyarországon a német népcsoport csak akkor lenne fenntartható, „ha az államot hatalmunk alá vesszük”, ellenkező esetben „a németeket ki kell hozni”, s kijelentette: „Az a véleményem, el kell vinnünk a németeket, ha a magyarokkal békére akarunk jutni.” (205-206.o)
1943. április 17-i Hitler-Horthy megbeszélésről készült német feljegyzés szerint a Führer hangsúlyozta, hogy „Németország nem rövid lejáratra, hanem hosszú időtartamra köt szövetségeket, s arra törekszik, hogy kiküszöbölje a szövetséges társakkal való konfliktusok lehetőségeit. Így Antonescunak is megmondta, hogy mivel leginkább a német kisebbség miatt támadhat később viszály Románia és Németország között, a legjobb megoldás a német kisebbség kitelepítése. (…) E megfontolás alapján telepítette ki a dél-tiroli németeket is, akik Elzászban legalább olyan jól fogják magukat érezni, mint régi hazájukban.”
Horthy erre azt felelte, hogy Magyarország más nyelvű állampolgárai közül a németeket általánosan kedvelték, lojálisnak, hazafiasnak és jó katonáknak tartották őket. A magyarok és németek közti igen szerencsés „kereszteződésnek” néhány kitűnő személyiséget köszönhetnek. Csak a közelmúltban vált lehetetlenné a helyzet, amikor Baschsal az élen az izgatás megindult. Hitler itt közbevetette, hogy ilyen körülmények között a legjobb megoldás, ha a németeket egyszerűen kivonják Magyarországról. (…)  A kitelepítés kérdésében a klessheimi tanácskozás során kialakult alapvető egyetértés mellett bizonyos figyelmet érdemlő eltérések mutatkoztak a tárgyalófelek felfogásában és törekvésében. Szembetűnő például, hogy Hitler, aki a keleti területek elnémetesítésére minél több magyarországi német áttelepítésére lett volna hajlandó, általánosságban ajánlotta fel a magyarországi németek kitelepítését; Horthy viszont azokra gondolt, akik német voltukra hivatkozva a német birodalom iránt vállaltak elsőrendű elkötelezettséget, tehát a volksbundisták és az SS önkéntesek családjai kitelepítését szorgalmazta; a magyar érzelmű németeket pedig a politikai értelemben vett magyar nemzethez tartozó értékes elemnek tekintette. (261.o)